# Ola Klingberg
Ola Klingberg, född 23 oktober 1965 i Lidköping, är en svensk författare och översättare. Klingberg har bland annat översatt Dan Browns fyra första böcker till svenska.

## Böcker
- Onans bok (Bonniers, 1999) ISBN 91-0-057096-6
- Ringen i New York (Bonniers, 2004) ISBN 91-0-010002-1